# NGC 2644
NGC 2644 ist eine Spiralgalaxie vom Hubble-Typ Sc im Sternbild Hydra südlich der Ekliptik. Sie ist schätzungsweise 80 Millionen Lichtjahre von der Milchstraße entfernt.
Das Objekt wurde am 6. Februar 1877 von Edouard Stephan entdeckt.